# Mads Würtz Schmidt
Mads Würtz Schmidt (* 31. März 1994 in Randers) ist ein dänischer Radrennfahrer.

## Karriere
Würtz Schmidt gewann bei den Weltmeisterschaften 2011 den Titel im Einzelzeitfahren der Junioren. 2012 gewann er die Driedaagse van Axel, die Juniorenausgabe von Paris–Roubaix und eine Etappe der Internationalen Friedensfahrt.
Im Jahr 2015 gewann Würtz Schmitz die Nachwuchswertung und eine Etappe der Dänemark-Rundfahrt, eine Etappe der Tour de l’Avenir, die dänische U23-Meisterschaft im Einzelzeitfahren und den U23-Zeitfhartitel der Weltmeisterschaften 2015. 2016 konnte er seinen Sieg in der Nachwuchswertung und eine Etappe bei der
Dänemark-Rundfahrt wiederholen.
Anschließend wechselte Würtz Schmidt 2017 zum UCI WorldTeam Katusha Alpecin. Bei Rund um Köln 2017 wurde er aus einer Fluchtgruppe heraus Zweiter hinter Gregor Mühlberger. Er bestritt den Giro d’Italia 2018, die erste Grand Tour seiner Karriere, die er auf Rang 81 beendete.
Nachdem die WorldTeam-Lizenz von Katusha Alpecin auf die Mannschaft Israel Start-Up Nation überging, wurde Würtz Schmidt von diesem Team übernommen. Durch seinen Sieg im Sprint einer sechsköpfigen Ausreißergruppe auf der 6. Etappe von Tirreno–Adriatico 2021 gelang ihm sein erster Sieg in einem Rennen der UCI WorldTour. Am 5. November wurde bekannt, dass er von Israel Start-Up Nation / Israel-Premier Tech keinen neuen Vertrag mehr erhalten hat. 

## Erfolge
2011
- Weltmeister – Einzelzeitfahren (Junioren)

2012
- Gesamtwertung und zwei Etappen Driedaagse van Axel
- Paris–Roubaix Juniors
- eine Etappe Internationale Friedensfahrt (Junioren)

2015
- Weltmeister – Einzelzeitfahren (U23)
- Dänischer Meister – Einzelzeitfahren (U23)
- eine Etappe Tour de l’Avenir
- eine Etappe und Nachwuchswertung Dänemark-Rundfahrt

2016
- Gesamtwertung, zwei Etappen und Punktewertung Le Triptyque des Monts et Châteaux
- eine Etappe und Nachwuchswertung Dänemark-Rundfahrt

2017
- Nachwuchswertung Étoile de Bessèges

2021
- eine Etappe Tirreno–Adriatico
- Dänischer Meister – Straßenrennen

## Grand-Tour-Platzierungen
| Grand Tour            | 2018 | 2019 | 2020 | 2021 | 2022 | 2023 | 2024 |
| --------------------- | ---- | ---- | ---- | ---- | ---- | ---- | ---- |
| Giro d’ItaliaGiro     | 81   | –    | –    | –    | –    | DNF  | –    |
| Tour de FranceTour    | –    | 117  | –    | –    | –    | –    | –    |
| Vuelta a EspañaVuelta | –    | –    | –    | DNF  | –    | –    | –    |